# Marina Schiptjenko
Pour les articles homonymes, voir Schiptjenko.
Anna « Marina » Schiptjenko, née le 27 juillet 1965 à Malmö (Suède), est une musicienne suédoise.
Elle est la seule femme membre du groupe pop électronique suédois Bodies Without Organs (maintenant connu sous le nom de BWO). Sa mère est suédoise et son père est un réfugié ukrainien de l'Union soviétique, d'où son nom de famille ukrainien.

## Biographie
Marina Schiptjenko commence sa carrière musicale dans les années 1980 en rejoignant le groupe de synthpop Page. Le groupe cesse de produire du matériel dans les années 1990. Elle est invitée par Alexander Bard à rejoindre Vacuum. Mais comme ce groupe a peu de succès, elle quitte le groupe peu de temps après le départ d'Alexander Bard. En 2004, elle rejoint le nouveau projet d'Alexander Bard, 'BWO'. Le groupe connait le succès en Scandinavie et dans toute l'Europe de l'Est.
En 2010, Marina Schiptjenko et son coéquipier de Page, Eddie Bengtsson, produisent et sortent un nouvel album intitulé "Nu" après une décennie entière de pause du groupe. Il atteint la 34e place des charts suédois.
Outre sa carrière musicale, Marina possède, avec Cilène Andréhn, une galerie d'art à Stockholm depuis 1991. Elle vit également à Stockholm avec son mari. Elle a joué dans le film de 2017 The Square.